# Guilherme IV da Aquitânia
Guilherme IV da Aquitânia (937 — 3 de fevereiro de 994), dito "o Braço de Ferro" foi duque da Aquitânia e conde de Poitiers.
Em 963, após a morte de seu pai sucedeu-lhe nos títulos de Duque da Aquitânia e Conde de Poitiers. O seu reinado foi marcado por guerras desde logo os primeiros anos do seu reinado na luta com o Conde de Anjou e Godofredo I de Anjou. 
Em 988, Guilherme IV começou uma guerra contra o recém-eleito rei da França Hugo Capeto, uma vez não o considerava com direito ao poder sobre os seus territórios. Capeto tinha obtido o título de Duque da Aquitânia do rei Lotário I de França (941 — 986), facto que o levou a reivindicar o referido título que Guilherme IV tinha por seu. Em 988, Capeto invadiu a Aquitânia, mas o seu exército foi derrotado durante a passagem pelo vale do Rio Loire pelas tropas de Guilherme IV.

## Relações familiares
Foi filho de Guilherme III da Aquitânia  e de (915 - 3 de Abril de 963) e de Adélia da Normandia (915 - ?) filha de Rolão e de Popa de Bayeux. 
Em 968 casou com Emma de Blois, filha de Teobaldo I de Blois, Conde de Blois e Luitgarda de Vermandois, filha de Herberto II de Vermandois, conde de Vermandois. 
O casamento foi tempestuoso, porque Guilherme era um grande mulherengo e acima de tudo, gostava de namorar. Este facto levou a que a esposa Emma muitas vezes tivesse de expulsar da corte de amantes do marido. Apesar das vicissitudes tiveram: 
1. Guilherme V da Aquitânia, "o Grande" (969 - 31 de janeiro de 1030), Duque da Aquitânia.
2. Ebalus (? - 997)
3. Hildegarda ou Ermengarda (? -1046), casada com Fulco III de Anjou "o Nerra" literalmente "o Negro", Conde de Anjou (972 - 1040)[3][4].

## Bibliografa
- Owen, D. D. R. Eleanor of Aquitaine, Queen and Legend. 1993.
- Nouvelle Biographie Générale. Paris, 1859.